# Cheikh Ali Salman
Cheikh Ali Salman (en arabe : شيخ علي سلمان), est un érudit chiite qui est né le 30 octobre 1965 à Bahreïn. Cheikh Ali Salman est secrétaire général de l’Association de la concordance islamique, Al-Wefaq.

## Activités
En 1995, il a été poussé à l'exil, se réfugiant d'abord aux Émirats arabes unis avant de rejoindre la Grande-Bretagne.
Ali Salman est revenu à Bahreïn en 2001 à la suite d'une amnistie générale. Peu après, il a fondé son mouvement, Al-Wefaq National Islamic Society, avec d'autres figures de l'opposition chiite. Ce n'est qu'en 2006 qu'il a été élu pour la première fois secrétaire général du Wefaq.
Salman a été arrêté le 28 décembre 2014, accusé de chercher un changement de régime et de collaboration avec les puissances étrangères ; Salman et son parti ont nié avec véhémence. Le mardi 16 juin 2015, la Haute Cour criminelle du Bahreïn a condamné le leader de l’opposition, Cheikh Ali Salman, pour « incitation publique à la haine, acte troublant l’ordre public, incitation à enfreindre la loi et injure aux institutions publiques ». Il a été cependant été acquitté de la charge la plus lourde, celle d’incitation à un changement de régime par la force.

## Éducation
Titulaire d'une licence de mathématiques obtenue en Arabie saoudite, cheikh Salman s'est rendu en 1987 dans la ville de Qom en Iran, où il a suivi des études islamiques dans une école chiite.